# کشتار در قارنا
کشتار قارنا در ۱۱ شهریور ۱۳۵۸ (دوم سپتامبر ۱۹۷۹) از سوی نیروهای مسلح جمهوری اسلامی ایران صورت گرفت. شهر نقده در ابتدای انقلاب اسلامی درگیر درگیری‌های مسلحانه و قومی شد. با وقوع انقلاب برخی مراکز نظامی توسط حزب دموکرات کردستان تصرف شد. ابتدا برگزاری همایش تبلیغاتی و رژه مسلحانه حزب دموکرات کردستان در بخش ترک‌زبان شهر موجب درگیری مسلحانه و کشته شدن چندین نفر شد. این امر باعث ایجاد شکاف و درگیری‌های قومیتی دامنه‌داری میان کردزبانان و ترک‌زبانان و نیروهای حکومتی در این شهر شد که جان چند صد نفر را گرفت.
قارنا، روستایی کردنشین، از توابع شهرستان نقده در استان آذربایجان غربی است که در هفت کیلومتری جنوب غربی نقده واقع شده است. این روستا در ۱۱ شهریور ۱۳۵۸ در جریان جنگ کردستان مورد حمله نیروهای مسلح نظام جمهوری اسلامی ایران قرار گرفت که در جریان آن، ۶۸ تن از اهالی این روستا به قتل رسیدند.

## پیش‌زمینه
بعد از انقلاب ۱۳۵۷، حزب دموکرات کردستان ایران خواهان به رسمیت شناخته شدن خودگردانی داخلی مناطق کردنشین شد. عبدالرحمان قاسملو دبیرکل حزب، خودمختاری را تجزیه ایران ندانسته و تأکید می‌کند که فقط خواستار خودمختاری در امور داخلی استان زیر نظر دولت مرکزی است. بلافاصله پس از انقلاب پادگان‌ها در مناطق کردنشین تصرف می‌شود که غنی بلوریان آن را با تأیید قاسملو دبیرکل حزب می‌داند و حزب دموکرات در کنار کومله و برخی از گروه‌های چپ‌گرا همچون پیکار و سازمان فدائیان خلق اقلیت فعالیت نظامی را آغاز می‌کنند. این وضعیت در نهایت به درگیری نظامی میان دولت و احزاب مذکور انجامید که از اواسط دهه شصت به صورت پراکنده ادامه داشت.
- روزنامه کیهان مورخ ۱۸/۱/۱۳۵۸ گزارشی در مورد تخلیه دسته جمعی بیش از سی روستای کرد زبان ناحیه سومای و برادوست بر اثر فشار فئودال‌ها و عوامل مسلح چاپ کرد. عبدالله ابریشمی در این باره در روزنامه کیهان می‌نویسد:

در آذربایجان غربی با کمک انحصارطلبان قدرت و با تحریک برادران ترک و شیعه علیه کردها در این خطه یک جو ضد کرد به وجود آورده‌اند که موجب فجایع نقده، قارنه، کانی ماسیده و… گردید. این فجایع بهانه مناسبی برای تبلیغات علیه انقلاب اسلامی به دست دشمنان داخلی و خارجی سپرد، و موجب بدبینی شدید کردها نسبت به حکومت شد.

### جنگ نقده
در ادامه کشاکش احزاب کرد و حکومت تازه‌کار در ۳۱ فروردین ۱۳۵۸، حزب دموکرات در ادامه میتینگهای سیاسی اش که به تازگی در سنندج و مهاباد نیز برگزار کرده بود اعلام کرد که تصمیم دارد یک گردهمایی سیاسی نیز در شهر نقده برگزار کند. با وجود مخالفت برخی از بزرگان ترک و حتی کرد شهر نقده از جمله امام جمعه اهل سنت و امام جمعه اهل تشیع شهر با برگزاری این میتینگ در بخش ترک‌زبان شهر و پیشنهاد محل دیگری در منطقه کردنشین نقده، این گردهمایی در ورزشگاه فوتبال شهر نقده برگزار شده و ضمن دعوت از ریش سفیدان و معتمدین هر دو گروه کرد و ترک نقده ای، حامیان حزب دموکرات از شهر نقده و دیگر شهرهای اطراف در آن دور هم جمع شدند.
به گواه شاهدین درحالی که میتینگ در حال شروع بود از بیرون از ورزشگاه صدای شلیک چند تیرهوایی شنیده شده و به دنبال نگرانی‌ها و ناآرامی‌های به پا شده در ورزشگاه، مشارکت کنندگان در مراسم برای فرار به سمت درهای استادیوم یورش بردند و ظرف چند ساعت آشوب و درگیری به خیابان‌ها و میدان‌های شهر نقده کشیده شد. در یک سوی این جنگ شهری حزب دموکرات قرار داشت و در سوی دیگر آن مخالفان این حزب و حامیان حکومت حضور داشتند. در نهایت بعد از سه روز درگیری میان طرفین و امضا صلح نامه، نیروهای مسلح شهر را ترک کردند و سپس با ورود نیروهای ارتش به این شهر، جنگ نقده به پایان رسید. پایان جنگ در حالی اتفاق افتاد که بسیاری از ساکنین کرد نقده از شهر فرار کرده و به روستاهای مجاور و شهرهای مهاباد و پیرانشهر آواره شدند و مدتها طول کشید تا آنها به شهر بازگردانده شوند در حالی که بسیاری برای همیشه نقده ترک کردند. گفته می‌شود که حزب دموکرات کردستان برنامه برگزاری همایش و رژه مسلحانه را در دیگر شهرهای دو زبانه آذربایجان غربی داشته است که با شکل‌گیری جنگ نقده این برنامه لغو می‌شود.
بعد از جنگ نقده و تداوم درگیری میان طرفبن
بعد از جنگ نقده درگیری‌های میان احزاب کرد و حکومت مرکزی در نقاط مختلف استان‌های آذربایجان غربی، کردستان تداوم میابد. پس از آن روح‌الله خمینی رهبر جمهوری اسلامی در تابستان همین سال در رابطه با جنگ کردستان فرمانی را صادر می‌کند.
- بخشی از فرمان خمینی در ۲۷ مرداد ۵۸ در صدور حکم حمله به کردستان:

«از اطراف ایران گروه‌های مختلف ارتش و پاسداران و مردم غیرتمند تقاضا کرده‌اند من دستور بدهم به سوی پاوه رفته، غائله را ختم کنند. من از آنان تشکر می‌کنم و به دولت و ارتش و ژاندارمری اخطار می‌کنم، اگر با توپ‌ها و تانک‌ها و قوای مسلح تا ۲۴ ساعت دیگر حرکت به سوی پاوه نشود، من همه را مسئول می‌دانم…»
- در بعد از ظهر آن روز خمینی در جمع نمایندگان مجلس خبرگان قانون اساسی در قم، دربارهٔ درخواست مردم کردستان برای خودگردانی چنین گفت:

«... مرزها را آزاد کردند، قلم‌ها را آزاد کردند، گفتار را آزاد کردند، احزاب را آزاد کردند، به خیال این که این‌ها یک مردمی هستند… این‌ها خرابکارند، دیگر با این اشخاص نمی‌شود با ملایمت رفتار کرد… این‌ها یک جمعیت خرابکار هستند، یک جمعیت فاسد هستند. این‌ها را ما نمی‌توانیم که بگذاریم که هر کاری که دلشان می‌خواهد بکنند. حالا هم اعتراض کرده‌اند که خود شماها دارید این کارها را می‌کنید. نظیر آن‌ها که پریروز و چند روز پیش آن خرابکاری را کردند… خودشان ایجاد غائله می‌کنند بعد گردن مردم می‌گذارند… یک چنین مردمی هستند… با این‌ها باید با شدت رفتار کرد و با شدت رفتار می‌کنیم…»

## درگیری‌های قومی

### درگیری میان کردها
به جز درگیری احزاب کرد و چپ با نیروهای دولتی در کردستان، درگیری‌های قومی نیز میان احزاب مذکور و کردهای طرفدار دولت مرکزی رخ داد که از جمله آن عدم همکاردرخواست حزب دموکرات از ایل منگور برای ی با دولت و تحویل دادن سلاح‌هایشان بود. در پی مقاومت ایل مذکور درگیری‌های خونین میان طرفین روی داد.

## درگیری دوآب و کشتار قارنا
ساکنین روستای قارنا که بعد از چندین درگیری میان اعضای حزب دموکرات و نیروهای نظامی حکومت و کشته شدن برخی از نظامیان حکومت در این محور، از آمدن به شهر خودداری می‌کنند تا مبادا مورد مؤاخذه و انتقام قرار گیرند، از سوی عظیم معبودی نامه ای با این مضمون دریافت می‌کنند که خطری متوجه آنان نیست و می‌توانند برای تأمین نیازمندی‌هایشان بین شهر و روستا تردد نمایند. عظیم معبودی به نوعی از رهبران و سران نیروی‌های مدافع نقده و ریس کمیته موقت شهر بود.

عظیم معبودی در این نامه خطاب به معتمدین و کدخدای ده قارنا نوشت:
بهلول گلستان و عزیز بازدار و خلیل خسروی.
پس از سلام خواهشمندم برای آمد و رفت شهر برای خاربار (خواربار) ده قارنا هم خودتان و هم برادران دیگر ده قارنا آمد و رفت داشته باشید. هرکسی کوچک‌ترین ناراحتی برای شماها و برادران کرد دیگر ایجاد نماید فوری به انتظامات یا خود بنده مراجعه فرمایید تا به اسم ضدانقلاب آن کس را گرفته و به مقامات دولتی تحویل دهم خلاصه هیچگونه وحشت و ناراحت نباشید، ما هم برادر هستیم.
با تقدیم احترام حاج عظیم معبودی –۶/۱۰/ ۱۳۵۸
با توجه به نامهٔ فوق، ساکنین روستای قارنا تا حدودی اطمینان حاصل می‌کنند که حمله ای در کار نخواهد بود و بنابراین به زندگی عادی خود ادامه می‌دهند. در روز ۱۰ شهریور سال ۱۳۵۸(یک روز قبل از کشتار) در پاسگاه دوآب، میان نیروهای حزب دمکرات و یک گروه از نیروهای جوانمرد (جوانمردان به پرسنل محلی که با شرایط ساده ای به نوعی در استخدام ژاندارمری درآمده بودند و گاهی به آنها چریک هم می‌گفتند و فاقد درجه نظامی بودند) اهل نقده جنگی صورت می‌گیرد که ثمره آن کشته شدن پانزده نفر از نیروهای موسوم به جوانمرد می‌شود، (به روایتی دیگر این افراد به‌طور غیر مسلح و برای سرکشی به خانواده‌هایشان فاقد اسلحه از پادگان جلدیان عازم نقده بودند که در کمین نیروهای حزب دموکرات قرار گرفته و کشته می‌شوند) بعد از انتقال اجساد کشته شدگان به نقده اوضاع شهر متشنج می‌شود. عده‌ای از ساکنین ترک‌زبان و بستگان کشته شدگان خواهان گرفتن انتقام از کردهای ساکن شهر می‌شوند، اما دخالت معتمدین شهر مانع از کشتار بیشتر در نقده می‌شود و جو متشنج شهر باعث می‌شود تا مردم در صدد ترک روستاها و نقده بیفتند. از سوی دیگر عده ای از همرزمان و بستگان کشته شدگان، حتی خواهان گرفتن انتقام از باقی مانده کردهای ساکن شهر شده که آن زمان بیشتر سالخوردگان بودند می‌شوند. روز بعد تعدادی از نظامیان مسلح جوانمرد از پادگان جلدیان سوار چند ماشین شده و به سمت نقده حرکت می‌کنند.
با وجود نامهٔ عزیز معبوی که مردم روستا را از ترک روستا منصرف کرده بود و سبب ماندگاری آنان در روستا شده بود، اما در روز ۱۱ شهریور ماه روستا محاصره می‌شود در حدود ساعت یک بعد از ظهر، حدود صد نفر ملبس به یونیفورم‌های سپاه با اسلحه‌های ژ۳ و قمه وارد روستا می‌شوند. محمود مستورزاده روحانی روستا که متوجه نیت عوامل مسلح شده بود قرآن را برمی‌دارد و از آن‌ها می‌خواهد تا شفاعت قرآن را قبول کنند و از کشتار مردم صرف نظر کنند، اما افراد مسلح وی را می‌کشند و سپس سرش را می‌برند. کسانی که توانستند خود را پنهان کنند یا اینکه بگریزند جان سالم بدر می‌برند و بقیه ساکنان روستا که ۶۸ نفر بودند، در عرض سه ساعت قتل‌عام می‌شوند. افرادی که توانسته بودند از روستا فرار کنند به کوهستان بوداخ پناه می‌برند. حمایت افراد تندرو مسلح با توپ و تانک نشانه ای آشکار از حمایت دولتی برای کشتار مزبور به‌شمار می‌رود. نوشتن نامه توسط عظیم معبودی در روز قبل از کشتار و همچنین شرکت نامبرده در قتل‌عام اهالی روستا به خوبی سازمان دهی بودن کشتار را مشخص می‌نماید.
همچنین در پی درگیری‌های کردستان، پای صادق خلخالی (قاضی منصوب خمینی)، رئیس دادگاه انقلاب به کردستان باز شد که عامل اعدام شماری از کردها شد.

## اقدامات و تحقیقات بعد از کشتار
بعد از وقوع حادثه و افزایش حساسیت‌های مردم محلی دربارهٔ کشتار، مهدی بهادران که از سوی حسینعلی منتظری مسئول تحقیق در مورد کشتار قارنا شد، او در گزارشش که در روزنامه اطلاعات بعد از تأخیری یک‌ماهه، در روز ۲۵ مهرماه ۱۳۵۸ به چاپ رسید، می‌نویسد:
با تحقیقات مفصل که گزارش‌ها و نوارهای موجود جوانمردان استخدامی ژاندارمری و مجاهد نماهای نقده تحت سرپرستی معبودی و نجفی در قارنا از توابع نقده حداقل ۴۵ نفر را بدون گناه در محل سکونتشان قتل‌عام کرده و بعداً کشته‌ها را در بیابان‌ها انتقال داده‌اند که وانمود نمایند در جنگ کشته شده‌اند و دهات را غارت کرده و به آتش کشیده‌اند و استوار بیگلری در کوپلکو ۵ نفر را کشته و این در اثر بی‌لیاقتی یا خیانت و توطئه فرماندهان ژاندارمری از یکسو و تحریک احساسات ضد کردی و بیدار شدن روح انتقام جویی ضد کردها از سوی دیگر است. متأسفانه با اینکه عاملین این کشتار شناخته شده‌اند به علت حمایت ظهیر نژاد (فرمانده وقت لشکر ۶۴ پیاده ارومیه) از مفسدین محلی امکان دستگیری و مجازاتشان نیست.
روزنامه اطلاعات ادعا می‌کند که در نقده و حومه و بلکه سراسر کردستان و آذربایجان غربی یکی از عوامل جنگ و خونریزی وجود ملانماهای ساواکی با تعصب ضد کردی و فئودال‌های مسلح است که توسط ارتش و ژاندارمری مسلح شده‌اند. در ادامه این روزنامه می‌گوید که ادله و شواهدی در دست است که در کردستان و آذربایجان غربی یک توطئه مرموز در جریان است، زیرا فئودال‌ها و مالکین که در رژیم گذشته عامل اجرائی شاه در منطقه بوده‌اند توسط افرادی نظیر چمران، ظهیرنژاد، فرمانده لشکر ۶۴ ارومیه شهبازیان و سایر فرماندهان ارتشی و ژاندارمری تا بن دندان مسلح شده‌اند و در برابر مردم مستضعف که سالیان زیاد از دست فئودال‌ها زجر کشیده‌اند تحت فشار قرار می‌گیرند.
به گفته روزنامه کیهان به دنبال این حادثه، جمشید حقگو ،استاندار وقت آذربایجان غربی اعلام کرد: که مسببین این حادثه دستگیر و مجازات خواهند شد. سپس هیاتی مرکب از حکیم نژادی از سوی نخست‌وزیر، محمد باقر هاشمی از طرف استاندار آذربایجان غربی و عبدالله رحیمی برادر ملا صالح رحیمی (امام جمعه اهل سنت نقده) به این روستا عزیمت کرد و پس از تماس با روستاییان و تحقیق پیرامون این حادثه فجیع، گزارش خود را تسلیم نخست‌وزیر و استاندار آذربایجان غربی کرد.

حالا که موضوع کشتار در قارنا بعدی ملی به خود گرفته بود روزنامه‌های کشوری در خصوص آن می‌نویسند، از جمله روزنامه کیهان در تاریخ ۱۵ شهریور ماه ۱۳۵۸ روایت این واقعه را از زبان امام جمعه کردهای نقده و استاندار آذربایجان غربی چنین نقل می‌کند:
”ملا صالح رحیمی با اشاره به حادثه تأسف بار روستای “قارناً که طی آن گروهی از افراد مسلح غیرمسئول به قصاص خون شهیدان گردنه دوآب عده ای از اهالی این روستا را به قتل رسانده‌اند، گفت: افراد بی گناهی که در روستای قارنا به شهادت رسیده‌اند، همه مؤمن به انقلاب اسلامی بوده‌اند. آقای حقگو استاندار آذربایجان غربی نیز، ضمن ابراز تأسف عمیق از این واقعه گفت: این گونه کارها را نه به حساب دولت می‌توان گذاشت و نه به حساب اسلام؛ کسانی که این جنایت را مرتکب شده‌اند نه انقلابی هستند و نه پیرو واقعی امام خمینی.. به شما قول می‌دهم عاملان این حادثه را به فوریت تحت تعقیب قرار داده و به مجازات برسانیم. تیمسار سرتیپ ظهیرنژاد فرمانده لشکر ۶۴ ارومیه نیز که در این ملاقات حضور داشت، گفت: “ما حامی قاتلین نیستیم بلکه از قانون حمایت می‌کنیم. وی به نمایندگان کرد نقده قول داد که با استقرار یک نیروی ویژه در نقده امنیت همه برادارن و خواهران کرد در این شهرستان را تأمین کند. ”
با اینکه تحقیقات زیادی در مورد این کشتار از سوی هیئت حسن نیت، مهدی بهادران نماینده حسینعلی منتظری، نماینده نخست‌وزیر و… انجام گرفت و مسببان کشتار شناخته شدند و نیز تمامی مسئولان وقت وعده دادند که مسببان مجازات گردند، تا کنون هیچ‌کدام از مسببان مجازات نشده‌اند.
حق‌گو، استاندار وقت آذربایجان غربی در مصاحبه با مجله چشم‌انداز ایران می‌گوید:
«آیا تحقیقاتی برای ریشه یابی حادثه قارنا شد؟ ظاهراً دو گروه اظهار نظر کرده‌اند یکی بهادران که از سوی منتظری به منطقه آمدند و یکی هم گزارش استانداری بود چیزی در این مورد به‌خاطر دارید؟ گزارش آقای بهادران به دست من نرسید احتمالاً بعد از فوت نامبرده از بین رفته باشد. آمدن بهادران به منطقه بدون خبر و هماهنگی بود خودشان آمدند و اظهار نظرهایی هم کردند و رفتند البته زحمات بهادران و مانند ایشان که در مواردی برای انجام مأموریت‌هایی به منطقه می‌آمدند ناشی از عشق و علاقه شان به انقلاب بود و قابل احترام و تقدیر است اما این کارهای هماهنگی نشده همه موازی کاری و باعث لوث مدیریت می‌شد و نهایتاً نیز نتیجه ای هم نداد. از گزارش استانداری چیزی خاطرم نیست.»
آقای فضل‌الله صلواتی نیز به بی‌خبر ماندن دولت موقت از این رویداد و سایر موارد درگیری‌های مرزی اشاره می‌کند.

از سوی دیگر تیمسار ظهیرنژاد، فرمانده وقت لشکر ۶۴ پیاده ارومیه در رابطه با وقایع قارنا می‌گوید:
یک روز قبل از وقوع کشتار در روستای قارنا، یعنی در ۱۱ شهریور در حالی که ۱۸ تن از سربازان پادگان جلدیان در حال عظیمت به شهر نقده برای دیدن خانواده‌های خود بودند، در مسیر به تعدادی از اعضای مسلح حزب دموکرات برمی‌خورند که توسط این اعضا مورد حمله قرار می‌گیرند و ۱۵ نفر از این سربازان درجا کشته می‌شوند. هنگامی که این خبر به پادگان جلدیان می‌رسد، علی‌رغم مخالفت فرمانده پادگان، تعدادی از افراد این پادگان خشمگین شده و با برداشتن اسلحه‌های خود راهی روستای قارنا می‌شوند تا به نوعی انتقام هم قطاران خود را بگیرند. تا آن جایی که من اطلاع دارم این افراد به روستای قارنا رفتند و ۴۱ نفر یا به ادعای حزب دموکرات ۴۶ نفر را کشتند. حال از شما می‌پرسم، جنگ را چه کسی شروع کرد؟ عناصر استخدامی ژاندارمری یا افراد حزب دموکرات؟ 
در سپتامبر سال ۲۰۰۵ مادح احمدی روزنامه‌نگار مستقل و همکار بسیاری از نشریات کردی به هنگام بازگشت از کردستان در منطقه مرزی سرو آباد دستگیر شد. وی در حال تحقیق در بارهٔ کشتار مردم روستای قارنا در دهه پنجاه (شمسی) بود. مدارک، اسناد و دست نوشته‌های وی توسط مأموران انتظامی ایران به عنوان مدرک جرم به هنگام دستگیری ضبط شد، و در این راستا به یک سال حبس و ۵۰ ضربه شلاق تعزیری محکوم گردید.

### فهرست کشته شدگان
بعد از واقعهٔ قارنا اظهار نظرها و گمانه زنی‌های متعددی دربارهٔ تعداد کشته شدگان روستای قارنا منتشر شده است، برخی منابع تعداد کشته شدگان را ۴۵ تن، برخی منابع ۴۸ تن و برخی از منابع نیز ۶۸ تن ذکر نموده‌اند. لیست مقابل، فهرست کشته شدگانی است که بنیاد حقوق بشری عبدالرحمان برومند منتشر کرده است: (۴۵ تن با نام و نام‌خانوادگی مشخص و ۲۳ تن با نام و نشان نامشخص)
1. ملامحمود بهترزاده
2. سیدرحمان طاهری
3. سیدمحمد طاهری
4. سیداسماعیل طاهری
5. حاج سیدعلی طاهری
6. سیدکریم اروندی
7. آمینه شریفی آذر
8. حاجی رحمان شریفی آذر
9. عثمان شریفی آذر
10. مصطفی عزیزی
11. محمد عزیزی
12. محی الدین ابروشن
13. حاج شریف ابروشن
14. رحمان ابزن
15. رحمان سلیمانی
16. رحیم سلیمانی
17. کریم سلیمانی
18. قادر سلیمانی
19. عبدالله احمدپور
20. عمر باسی
21. جعفر باسی
22. مصطفی باسی
23. محمد شیرو
24. سلیمان حمزه پور
25. ابراهم پویا
26. ابراهیم رسولی
27. علی (چوپان روستا)
28. حسن (نوجوان ۱۳ ساله اهل روستا مجور علی‌آباد)
29. زینب رامین
30. خانم خاتوزین رامین
31. کریم رامین
32. احمد رامین
33. رحمان رامین
34. خسرو افشین
35. رسول خسروی
36. رحمان خسروی
37. سعید خسروی
38. عبدالله خسروی
39. مراد خسروی
40. مصطفی خسروی
41. ابوبکر شیشمان
42. جعفر شیشمان
43. علی شیشمان
44. عزیز مرزنگ
45. احمد سعادتپور

به گفته اهالی بعد از واقعهٔ قارنا و تا مدت‌ها بعد آن، با وجود مجموعه تلاش‌های جمعی و دادخواهی خانواده‌های قربانیان در سطح استان و تهران برای پیگیری و تحقیق مفصل دربارهٔ بانیان و قاتلان این کشتار اقدام جدی از سوی حاکمیت جهت شفاف سازی ماجرا صورت نگرفته و دولت و نهاد خاصی نیز دربارهٔ این واقعه پاسخگو نبوده است. به گزارش برخی افراد محلی با وجود فشارها و تطمیع حاکمیت، اهالی این روستاها زیر بار تقبل اینکه افراد خانواده‌هایشان توسط نیروهای ضدانقلاب کشته شده‌اند نرفته و از دریافت دیه و عضویت در بنیاد شهید سر باز زده‌اند و این پرونده همچنان مفتوح مانده است. برخی از بومی عدم رسیدگی در دادن امکانات یا گازرسانی به این روستا یا روستاهای صوفیان و سروکانی را در عدم پذیرش خواسته نهادهای نظامی برای پذیرش ثبت خانواده‌هایشان به عنوان خانواده شهید می‌دانند.

## در فرهنگ
کشتار قارنا دستمایهٔ داستانی به نام داستان‌های نانوشتهٔ قارنا در مجموعه داستانی به همین نام قرار گرفته که توسط خبات رسولی نویسندهٔ کُرد به زبان کردی و گویش سورانی نوشته شده و در سال ۲۰۲۱ از سوی انتشارات کتاب ارزان در سوئد چاپ و منتشر شده است.